# 4e étape du Tour d'Italie 2016
Pour un article plus général, voir Tour d'Italie 2016.
La 4e étape du Tour d'Italie 2016 se déroule le mardi 10 mai 2016, entre Catanzaro et Praia a Mare sur une distance de 191 km. Après trois étapes aux Pays-Bas et une journée de repos, c'est la première étape sur le sol italien.

## Parcours
Le parcours est vallonné.

## Résultats

### Classement de l'étape
| Classement de l'étape | Classement de l'étape | Classement de l'étape | Classement de l'étape      | Classement de l'étape |
|                       | Coureur               | Pays                  | Équipe                     | Temps                 |
| --------------------- | --------------------- | --------------------- | -------------------------- | --------------------- |
| 1er                   | Diego Ulissi          | Italie                | Lampre-Merida              | en 4 h 46 min 51 s    |
| 2e                    | Tom Dumoulin          | Pays-Bas              | Giant-Alpecin              | + 5 s                 |
| 3e                    | Steven Kruijswijk     | Pays-Bas              | Lotto NL-Jumbo             | + 5 s                 |
| 4e                    | Alejandro Valverde    | Espagne               | Movistar                   | + 6 s                 |
| 5e                    | Gianluca Brambilla    | Italie                | Etixx-Quick Step           | + 6 s                 |
| 6e                    | Vincenzo Nibali       | Italie                | Astana                     | + 6 s                 |
| 7e                    | Ilnur Zakarin         | Russie                | Katusha                    | + 6 s                 |
| 8e                    | Matteo Busato         | Italie                | Wilier Triestina-Southeast | + 6 s                 |
| 9e                    | Esteban Chaves        | Colombie              | Orica-GreenEDGE            | + 6 s                 |
| 10e                   | Nicolas Roche         | Irlande               | Sky                        | + 6 s                 |
| modifier              |                       |                       |                            |                       |

### Points attribués
|   | Cycliste          | Nat        | Équipe           | Pts | Bonif |
| - | ----------------- | ---------- | ---------------- | --- | ----- |
| 1 | Nicola Boem       | Italie     | Bardiani CSF     | 20  | 3 s   |
| 2 | Joey Rosskopf     | États-Unis | BMC Racing       | 12  | 2 s   |
| 3 | Matej Mohorič     | Slovénie   | Lampre-Merida    | 8   | 1 s   |
| 4 | Matthias Brändle  | Autriche   | IAM              | 6   |       |
| 5 | Elia Viviani      | Italie     | Sky              | 4   |       |
| 6 | Matteo Trentin    | Italie     | Etixx-Quick Step | 3   |       |
| 7 | Sacha Modolo      | Italie     | Lampre-Merida    | 2   |       |
| 8 | Kristian Sbaragli | Italie     | Dimension Data   | 1   |       |

|   | Cycliste             | Nat      | Équipe           | Pts | Bonif |
| - | -------------------- | -------- | ---------------- | --- | ----- |
| 1 | Pieter Serry         | Belgique | Etixx-Quick Step | 20  | 3 s   |
| 2 | Axel Domont          | France   | AG2R La Mondiale | 12  | 2 s   |
| 3 | Stefano Pirazzi      | Italie   | Bardiani CSF     | 8   | 1 s   |
| 4 | Alessandro De Marchi | Italie   | BMC Racing       | 6   |       |
| 5 | Tim Wellens          | Belgique | Lotto-Soudal     | 4   |       |
| 6 | Valerio Conti        | Italie   | Lampre-Merida    | 3   |       |
| 7 | David López García   | Espagne  | Sky              | 2   |       |
| 8 | Manuele Boaro        | Italie   | Tinkoff          | 1   |       |

| - Sprint final de Praia a Mare (km 200) \| \| Cycliste \| Nat \| Équipe \| Points \| Bonif \| \| -- \| ------------------- \| ----------- \| -------------------------- \| ------ \| ----- \| \| 1 \| Diego Ulissi \| Italie \| Lampre-Merida \| 50 \| 10 s \| \| 2 \| Tom Dumoulin \| Pays-Bas \| Giant-Alpecin \| 35 \| 6 s \| \| 3 \| Steven Kruijswijk \| Pays-Bas \| Lotto NL-Jumbo \| 25 \| 4 s \| \| 4 \| Alejandro Valverde \| Espagne \| Movistar \| 18 \| \| \| 5 \| Gianluca Brambilla \| Italie \| Etixx-Quick Step \| 14 \| \| \| 6 \| Vincenzo Nibali \| Italie \| Astana \| 12 \| \| \| 7 \| Ilnur Zakarin \| Russie \| Katusha \| 10 \| \| \| 8 \| Matteo Busato \| Italie \| Wilier Triestina-Southeast \| 8 \| \| \| 9 \| Esteban Chaves \| Colombie \| Orica-GreenEDGE \| 7 \| \| \| 10 \| Nicolas Roche \| Irlande \| Sky \| 6 \| \| \| 11 \| Sergey Firsanov \| Russie \| Gazprom-RusVelo \| 5 \| \| \| 12 \| Rafał Majka \| Pologne \| Tinkoff \| 4 \| \| \| 13 \| Georg Preidler \| Autriche \| Giant-Alpecin \| 3 \| \| \| 14 \| Domenico Pozzovivo \| Italie \| AG2R La Mondiale \| 2 \| \| \| 15 \| Kanstantsin Siutsou \| Biélorussie \| Dimension Data \| 1 \| \| |                     |             |                            |        |       |
| | Cycliste            | Nat         | Équipe                     | Points | Bonif |
| 1 | Diego Ulissi        | Italie      | Lampre-Merida              | 50     | 10 s  |
| 2 | Tom Dumoulin        | Pays-Bas    | Giant-Alpecin              | 35     | 6 s   |
| 3 | Steven Kruijswijk   | Pays-Bas    | Lotto NL-Jumbo             | 25     | 4 s   |
| 4 | Alejandro Valverde  | Espagne     | Movistar                   | 18     |       |
| 5 | Gianluca Brambilla  | Italie      | Etixx-Quick Step           | 14     |       |
| 6 | Vincenzo Nibali     | Italie      | Astana                     | 12     |       |
| 7 | Ilnur Zakarin       | Russie      | Katusha                    | 10     |       |
| 8 | Matteo Busato       | Italie      | Wilier Triestina-Southeast | 8      |       |
| 9 | Esteban Chaves      | Colombie    | Orica-GreenEDGE            | 7      |       |
| 10 | Nicolas Roche       | Irlande     | Sky                        | 6      |       |
| 11 | Sergey Firsanov     | Russie      | Gazprom-RusVelo            | 5      |       |
| 12 | Rafał Majka         | Pologne     | Tinkoff                    | 4      |       |
| 13 | Georg Preidler      | Autriche    | Giant-Alpecin              | 3      |       |
| 14 | Domenico Pozzovivo  | Italie      | AG2R La Mondiale           | 2      |       |
| 15 | Kanstantsin Siutsou | Biélorussie | Dimension Data             | 1      |       |

### Cols et côtes
|   | Cycliste         | Pays       | Équipe        | Points |
| - | ---------------- | ---------- | ------------- | ------ |
| 1 | Nicola Boem      | Italie     | Bardiani CSF  | 7      |
| 2 | Joey Rosskopf    | États-Unis | BMC Racing    | 4      |
| 3 | Matej Mohorič    | Slovénie   | Lampre-Merida | 2      |
| 4 | Matthias Brändle | Autriche   | IAM           | 1      |

|   | Cycliste        | Pays     | Équipe             | Points |
| - | --------------- | -------- | ------------------ | ------ |
| 1 | Damiano Cunego  | Italie   | Nippo-Vini Fantini | 7      |
| 2 | Stefano Pirazzi | Italie   | Bardiani CSF       | 4      |
| 3 | Georg Preidler  | Autriche | Giant-Alpecin      | 2      |
| 4 | Tom Dumoulin    | Pays-Bas | Giant-Alpecin      | 1      |

### Classement au temps par équipes
| Classement par équipes au temps | Classement par équipes au temps | Classement par équipes au temps | Classement par équipes au temps |
|                                 | Équipe                          | Pays                            | Temps                           |
| ------------------------------- | ------------------------------- | ------------------------------- | ------------------------------- |
| 1re                             | Katusha                         | Russie                          | en 14 h 20 min 51 s             |
| 2e                              | Astana                          | Kazakhstan                      | m.t                             |
| 3e                              | Sky                             | Royaume-Uni                     | m.t                             |
| modifier                        |                                 |                                 |                                 |

### Classement aux points par équipes
| Classement par équipes aux points | Classement par équipes aux points | Classement par équipes aux points | Classement par équipes aux points | Classement par équipes aux points |
|                                   | Équipes                           | Pays                              |                                   | Point(s)                          |
| --------------------------------- | --------------------------------- | --------------------------------- | --------------------------------- | --------------------------------- |
| 1re                               | Lampre-Merida                     | Italie                            |                                   | 53                                |
| 2e                                | Giant-Alpecin                     | Allemagne                         |                                   | 38                                |
| 3e                                | Lotto NL-Jumbo                    | Pays-Bas                          |                                   | 25                                |
| modifier                          |                                   |                                   |                                   |                                   |

## Classements à l'issue de l'étape

### Classement général
| Classement général | Classement général | Classement général | Classement général | Classement général |
|                    | Coureur            | Pays               | Équipe             | Temps              |
| ------------------ | ------------------ | ------------------ | ------------------ | ------------------ |
| 1er                | Tom Dumoulin       | Pays-Bas           | Giant-Alpecin      | en 14 h 0 min 9 s  |
| 2e                 | Bob Jungels        | Luxembourg         | Etixx-Quick Step   | + 20 s             |
| 3e                 | Diego Ulissi       | Italie             | Lampre-Merida      | + 20 s             |
| 4e                 | Steven Kruijswijk  | Pays-Bas           | Lotto NL-Jumbo     | + 24 s             |
| 5e                 | Georg Preidler     | Autriche           | Giant-Alpecin      | + 24 s             |
| 6e                 | Vincenzo Nibali    | Italie             | Astana             | + 26 s             |
| 7e                 | Alejandro Valverde | Espagne            | Movistar           | + 31 s             |
| 8e                 | Jakob Fuglsang     | Danemark           | Astana             | + 35 s             |
| 9e                 | Nicolas Roche      | Irlande            | Sky                | + 37 s             |
| 10e                | Esteban Chaves     | Colombie           | Orica-GreenEDGE    | + 37 s             |
| modifier           |                    |                    |                    |                    |

### Classement du meilleur jeune
| Classement du meilleur jeune | Classement du meilleur jeune | Classement du meilleur jeune | Classement du meilleur jeune | Classement du meilleur jeune |
|                              | Coureur                      | Pays                         | Équipe                       | Temps                        |
| ---------------------------- | ---------------------------- | ---------------------------- | ---------------------------- | ---------------------------- |
| 1er                          | Bob Jungels                  | Luxembourg                   | Etixx-Quick Step             | en 14 h 0 min 29 s           |
| 2e                           | Davide Formolo               | Italie                       | Cannondale                   | + 37 s                       |
| 3e                           | Sebastián Henao              | Colombie                     | Sky                          | + 1 min 14 s                 |
| 4e                           | Stefan Küng                  | Suisse                       | BMC Racing                   | + 1 min 22 s                 |
| 5e                           | Carlos Verona                | Espagne                      | Etixx-Quick Step             | + 1 min 23 s                 |
| modifier                     |                              |                              |                              |                              |

### Classement aux points
| Classement par points | Classement par points | Classement par points | Classement par points | Classement par points |
| --------------------- | --------------------- | --------------------- | --------------------- | --------------------- |
|                       | Coureur               | Pays                  | Équipe                | Point(s)              |
| 1er                   | Marcel Kittel         | Allemagne             | Etixx-Quick Step      | 106 points            |
| 2e                    | Maarten Tjallingii    | Pays-Bas              | Lotto NL-Jumbo        | 80 pts                |
| 3e                    | Elia Viviani          | Italie                | Sky                   | 53 pts                |
| 4e                    | Diego Ulissi          | Italie                | Lampre-Merida         | 50 pts                |
| 5e                    | Tom Dumoulin          | Pays-Bas              | Giant-Alpecin         | 50 pts                |
| modifier              |                       |                       |                       |                       |

### Classement du meilleur grimpeur
| Classement du meilleur grimpeur | Classement du meilleur grimpeur | Classement du meilleur grimpeur | Classement du meilleur grimpeur | Classement du meilleur grimpeur |
| ------------------------------- | ------------------------------- | ------------------------------- | ------------------------------- | ------------------------------- |
|                                 | Coureur                         | Pays                            | Équipe                          | Point(s)                        |
| 1er                             | Damiano Cunego                  | Italie                          | Nippo-Vini Fantini              | 7 points                        |
| 2e                              | Nicola Boem                     | Italie                          | Bardiani CSF                    | 7 pts                           |
| 3e                              | Maarten Tjallingii              | Pays-Bas                        | Lotto NL-Jumbo                  | 5 pts                           |
| 4e                              | Stefano Pirazzi                 | Italie                          | Bardiani CSF                    | 4 pts                           |
| 5e                              | Joey Rosskopf                   | États-Unis                      | BMC Racing                      | 4 pts                           |
| modifier                        |                                 |                                 |                                 |                                 |

### Classements par équipes

#### Classement au temps
| Classement par équipes au temps | Classement par équipes au temps | Classement par équipes au temps | Classement par équipes au temps |
|                                 | Équipe                          | Pays                            | Temps                           |
| ------------------------------- | ------------------------------- | ------------------------------- | ------------------------------- |
| 1re                             | Astana                          | Kazakhstan                      | en 42 h 1 min 56 s              |
| 2e                              | Etixx-Quick Step                | Belgique                        | + 13 s                          |
| 3e                              | Sky                             | Royaume-Uni                     | + 34 s                          |
| modifier                        |                                 |                                 |                                 |

#### Classement aux points
| Classement par équipes aux points | Classement par équipes aux points | Classement par équipes aux points | Classement par équipes aux points | Classement par équipes aux points |
|                                   | Équipes                           | Pays                              |                                   | Point(s)                          |
| --------------------------------- | --------------------------------- | --------------------------------- | --------------------------------- | --------------------------------- |
| 1re                               | Etixx-Quick Step                  | Belgique                          |                                   | 146                               |
| 2e                                | Lotto NL-Jumbo                    | Pays-Bas                          |                                   | 122                               |
| 3e                                | Giant-Alpecin                     | Allemagne                         |                                   | 117                               |
| modifier                          |                                   |                                   |                                   |                                   |

### Abandons
- 75 -  Alexandre Geniez (FDJ) : abandon